# Виктор (Сергеев)
Епископ Виктор (в миру Виктор Фёдорович Сергеев; род. 22 декабря 1954, Камбарка, Удмуртская АССР) — архиерей Русской православной церкви, епископ Глазовский и Игринский.

## Биография
Родился 22 декабря 1954 года в Камбарке. Крещён в младеченстве.
В 1970 году окончил 8 классов школы № 2 города Камбарка. В 1974 году окончил Камбарский машиностроительный техникум. В 1979 году окончил механико-технологический факультет Ижевского механического института. С 1973 года работал на Камбарском машиностроительном заводе. В 1979—1987 работал на производственном объединении «Ижмаш».
В 1987—1989 гг. — ассистент кинооператора 2-й категории на Удмуртском телевидении. В 1989—1992 годы — кинооператор документальных и игровых фильмов на разных киностудиях, в том числе, в Ижевской киностудии «Кайрос». В 1991 году окончил заочное отделение кинооператорского факультета Всесоюзного государственного института кинематографии.
В 1992 года обучался на епархиальных катехизаторских курсах. С февраля 1993 года проходил клиросное послушание в Никольском храме села Завьялово Удмуртской Республики, с 15 июня 1993 года проходил клиросное послушание в Троицком кафедральном соборе Ижевска.
21 июля 1993 в Казанско-Богородицком храме села Можга Удмуртской Республики архиепископом Ижевским и Удмуртским Николаем (Шкрумко) рукоположен в сан диакона. 8 августа 1993 в Троицком кафедральном соборе города Ижевска рукоположен в сан иерея.
20 сентября 1993 года назначен настоятелем Михаило-Архангельского храма села Малая Пурга Удмуртской Республики.
28 июня 1994 года назначен штатным священником Александро-Невского кафедрального собора Ижевска. С 9 января 2000 года по совместительству председатель совета Братства святого благоверного великого князя Александра Невского Ижевска.
4 сентября 2000 года назначен настоятель молитвенной комнаты в честь великомученика и целителя Пантелеимона в больничном комплексе «Автозавод».
В 2001 году заочно окончил Московскую духовную семинарию.
19 февраля 2003 года назначен настоятелем храма святых Царственных мучеников г. Ижевска. В том же году возведён в сан протоиерея.
С 15 марта 2004 года — настоятель храма святых равноапостольных Константина и Елены с. Селты Удмуртской Республики и по совместительству настоятель Вознесенского храма с. Узи и Троицкого храма с. Валамаз Селтинского района.
С 24 ноября 2004 года руководитель миссионерского отдела Ижевской епархии.
С 12 мая 2006 года настоятель храма святых Царственных мучеников г. Ижевска. С 28 августа 2006 г. — председатель совета Братства благоверного великого князя Александра Невского г. Ижевска.
7 августа 2007 года по благословению митрополита Ижевского и Удмуртского Николая от Ижевской епархии включен в состав совета Всероссийского Иоанно-Предтеченского православного братства «Трезвение». Был координатором Иоанно-Предтеченского братства по Приволжскому федеральному округу.
С 9 июля 2008 года — настоятель храма Преображения Господня г. Глазова Удмуртской Республики и благочинный Глазовского округа Ижевской епархии.
С 31 августа 2011 года — по совместительству настоятель храма иконы Божией Матери «Утоли моя печали» г. Глазова. С 20 августа 2013 — настоятель храма святых Царственных мучеников г. Ижевска.
1 ноября 2013 года назначен руководителем отдела по утверждению трезвости и профилактике зависимостей Ижевской епархии. 20 марта 2014 года назначен руководителем Отдела социального служения и церковной благотворительности Ижевской епархии.
11 апреля 2014 года в Александро-Невском кафедральном соборе города Ижевска архимандритом Ювеналием (Рожиным) пострижен в монашество с наречением имени Виктор в честь священноисповедника Виктора (Островидова), епископа Глазовского.

### Архиерейство
25 июля 2014 года решением Священного Синода РПЦ избран епископом Глазовским и Игринским.
27 июля 2014 года за Литургией в кафедральном соборе святого благоверного князя Александра Невского Ижевска митрополитом Ижевским и Удмуртским Николаем (Шкрумко) возведен в сан архимандрита.
30 июля 2014 года в храме Всех святых, в земле Российской просиявших, Патриаршей и Синодальной резиденции Данилова монастыря наречён во епископа Глазовского и Игринского. Чин наречения возглавил Патриарх Кирилл.
31 августа 2014 года в Спасо-Преображенском кафедральном соборе Тамбова хиротонисан во епископа Глазовского и Игринского. Хиротонию совершили: Патриарх Кирилл, митрополит Санкт-Петербургский и Ладожский Варсонофий (Судаков), митрополит Ижевский и Удмуртский Николай (Шкрумко), митрополит Тамбовский и Рассказовский Феодосий (Васнев), митрополит Рязанский и Михайловский Вениамин (Зарицкий), митрополит Саратовский и Вольский Лонгин (Корчагин), митрополит Саранский и Мордовский Зиновий (Корзинкин), епископ Солнечногорский Сергий (Чашин), епископ Уваровский и Кирсановский Игнатий (Румянцев), епископ Мичуринский и Моршанский Гермоген (Серый), епископ Сарапульский и Можгинский Викторин (Костенков).